# マニサスポル
マニサスポル・クリュビュ（Manisaspor Kulübü）は、トルコ共和国・マニサに本拠地を置くサッカークラブチーム。TFF1.リグに所属している。

## 歴史
1931年にサカリヤスポル（Sakaryaspor）という名前で創設されたが、サカリヤ県との関連はなかった。当時の地域リーグでは成功を収めたが、第二次世界大戦で活動休止し、1946年に再び創設された。1965年6月15日に現在の名称であるマニサスポルに変更し、1985年から1988年の間はヴェステル・マニサスポル（Vestel Manisaspor）と呼ばれた。
2001年、トルコの新興財閥であるゾルル財閥と契約し、名称を再びヴェステル・マニサスポルに変更した。ゾルル財閥や関連企業の巨額の資金とフロント・選手・サポーターたちの頑張りのおかげで、2004-05シーズンをTFF1.リグ(2部)2位で終えてクラブ史上初めてスュペル・リグ(1部)昇格を決めた。マニサの近くにある大都市イズミルはスュペル・リグに参戦するクラブを持っておらず、クラブはイズミルのファン拡大にも取り組んでいる。2007-08シーズン、カスムパシャSKに1-2で敗れたことにより16位でTFF1.リグ降格が決まった。
シーズン終了後、ヴェステル（ゾルル財閥グループの家電企業）はスポンサーを降り、名称はマニサスポルに戻った。TFF1.リグで好調なクラブは2009年5月3日のホームでのディヤルバクルスポル戦に勝利してシュペルリガ再昇格を決めた。ディヤルバクルスポルもまた昇格を決め、5月9日のシーズン最終戦でオルドゥスポルに勝利して優勝を決めた。

## タイトル

### 国内タイトル
- TFF1.リグ:1回

2008-09

## 過去の成績
| シーズン | ディビジョン   | 順位 | 試合数 | 勝利 | 分け | 敗北 | 得点 | 失点 | 勝ち点 |
| -------- | -------------- | ---- | ------ | ---- | ---- | ---- | ---- | ---- | ------ |
| 2002-03  | TFF1.リグ      | 8位  | 34     | 13   | 13   | 8    | 49   | 36   | 52     |
| 2003-04  | TFF1.リグ      | 4位  | 34     | 18   | 7    | 9    | 59   | 36   | 61     |
| 2004-05  | TFF1.リグ      | 2位  | 34     | 20   | 9    | 5    | 55   | 26   | 69     |
| 2005-06  | スュペル・リグ | 12位 | 34     | 11   | 7    | 16   | 52   | 61   | 40     |
| 2006-07  | スュペル・リグ | 12位 | 34     | 11   | 9    | 14   | 41   | 45   | 42     |
| 2007-08  | スュペル・リグ | 16位 | 34     | 7    | 8    | 19   | 42   | 62   | 29     |
| 2008-09  | TFF1.リグ      | 1位  | 34     | 17   | 13   | 4    | 64   | 37   | 64     |
| 2009-10  | スュペル・リグ | 14位 | 34     | 8    | 13   | 13   | 27   | 34   | 37     |
| 2010-11  | スュペル・リグ | 10位 | 34     | 13   | 4    | 17   | 49   | 52   | 43     |
| 2011-12  | スュペル・リグ | 17位 | 34     | 8    | 8    | 18   | 31   | 52   | 32     |
| 2012-13  | TFF1.リグ      | 4位  | 34     | 14   | 11   | 9    | 41   | 28   | 53     |
| 2013-14  | TFF1.リグ      |      |        |      |      |      |      |      |        |

## 歴代監督
- レハ・カプサル (2001)
- ムスタファ・デニズリ (2003-2004)
- エルスン・ヤナル (2005.10–2007.3)
- ウミト・オザト (2012.1–)

## 歴代所属選手

### DF
- ゼ・アントニオ 2008
- ジャネル・エルキン 2004-2007

### MF
- サンドロ・メンデス 2005
- アルダ・トゥラン 2005-2006
- セルチュク・イナン 2005-2008
- ネマニャ・ヴチチェヴィッチ 2012